# حنظله بادغیسی
حنظلهٔ بادغیسی، شاعر پارسی‌سرای قرن سوم هجری قمری و یکی از نخستین شاعران و گویندگان شعر پارسی است که در عهد طاهریان می‌زیسته‌است. نظامی عروضی از قول احمد بن عبدالله خجستانی «دیوان» شعری به وی نسبت می‌دهد. از اشعار وی تنها پنج بیت شامل یک قطعهٔ دو بیتی و یک مفرد به دست آمده‌است.
در مجمع‌الفصحا آمده‌است که وفات حنظله در سال ۲۱۹ هجری قمری بوده‌است.

شعری از حنظلهٔ بادغیسی به روایت از کتاب چهار مقاله اثر نظامی عروضی سمرقندی:
احمد بن عبدالله خجستانی را پرسیدند تو مردی خربنده بودی، به امارت خراسان چون رسیدی؟ گفت: روزی دیوان حنظلهٔ بادغیسی همی‌خواندم بدین دو بیت رسیدم:
مهتری گر به کام شیر در است
شو خطر کن ز کام شیر بجوی
یا بزرگی و عز و نعمت و جاه
یا چو مردانت مرگ رویاروی

داعیه‌ای در باطن من پدید آمد که به هیچ وجه در آن حالت که اندر بودم راضی نتوانستم بود. خران را بفروختم و از وطن خویش رحلت کردم…
عوفی نیز شعر زیر را به وی منسوب کرده‌است:
| یارم سپند، گرچه بر آتش همی فکند   |  | از بهر چشم، تا نرسد مر ورا گزند   |
| او را سپند و آتش، ناید همی به کار |  | با روی همچو آتش و با خال چون سپند |